# Michèle Buirette
Michèle Jeanne Buirette (* 4. März 1949 in Boulogne sur Seine) ist eine französische Musikerin (Akkordeon, Gesang und Komposition).

## Leben
Buirette wendete sich nach einem Psychologiestudium dem Musikmachen zu. Mit der Sängerin Dominique Fonfrède und der Kontrabassistin Geneviève Cabannes bildete sie das Trio Pied de Poule. Mit dieser Gruppe ist sie auf den Jazzfestivals von Le Mans, Berlin und Grenoble  aufgetreten und war in Deutschland, den Niederlanden, der Schweiz, Italien, Kroatien und Slowenien auf Tournee. 1991 bildete sie mit Lindsay Cooper, Maggie Nicols und Elvira Plenar das Quartett Al Dente (Aufnahmen auf der Dokumentation des Canaille-Festivals 1991 in Frankfurt). Seit 2001 führte sie mit Hélène Sage das Programm Histoires zazoues auf, das teilweise auf Texten von Jacques Prévert und Raymond Queneau beruht. Weitere literarische Programme folgten, darunter Peau d’âme mit Gigi Bigot. Mit Jean-Jacques Birgé verfasste sie die Musik für die Filmdokumentation Der Ruhrkampf (1995/2006).

## Diskografie
- La Mise en Plis (LP GRRR 1009, mit Bruno Girard, Didier Petit, Jean-Jacques Birgé, Francis Gorgé, Hélène Sage, Dominique Fonfrède, Bernard Vitet, Geneviève Cabannes)
- Le Panapé de Caméla (2006)
- Le géant du Néant (2008)
- Ile et Elle (2009)

mit Pied de Poule
- Indiscrétion (CD nml/GRRR 2013; 1989)
- Café Noir (CD, mit Youenn Le Berre, Carlos Zingaro, Gérard Siracusa; 1996)
- Jamais tranquille (CD Unidisc U 310053)
- Confection et articles divers (Le Loup du Faubourg; 1998)

## Lexigraphische Einträge
- International Who’s Who in Popular Music, Band 4. 2002; ISBN 978-1857431612